# Antoni Piechniczek
Antoni Krzysztof Piechniczek (Königshütte, na anexação à Alemanha, atual Chorzów, 3 de maio de 1942) é um ex-futebolista e treinador de futebol polonês. Ele treinou a Polônia na Copa do Mundo de 1982, em que ela terminou em 3º lugar e na Copa do Mundo de 1986, na qual ela terminou na 14º colocação dentre os 24 participantes.

## Títulos

### Como jogador
Ruch Chorzow
- Campeonato Polonês: 1968

### Como treinador
Gornik Zabrze
- Campeonato Polonês: 1987